# Jezero (krater marsjański)
Jezero – krater uderzeniowy na powierzchni Marsa o średnicy około 47,5 km, położony na obrzeżu basenu uderzeniowego Isidis. Krater jest miejscem lądowania łazika Perseverance amerykańskiej agencji kosmicznej NASA.

## Nazwa
Decyzją Międzynarodowej Unii Astronomicznej w 2007 roku został nazwany od miejscowości Jezero w Bośni i Hercegowinie. Nazwa ta w kilku językach słowiańskich oznacza „jezioro”.

## Geologia krateru

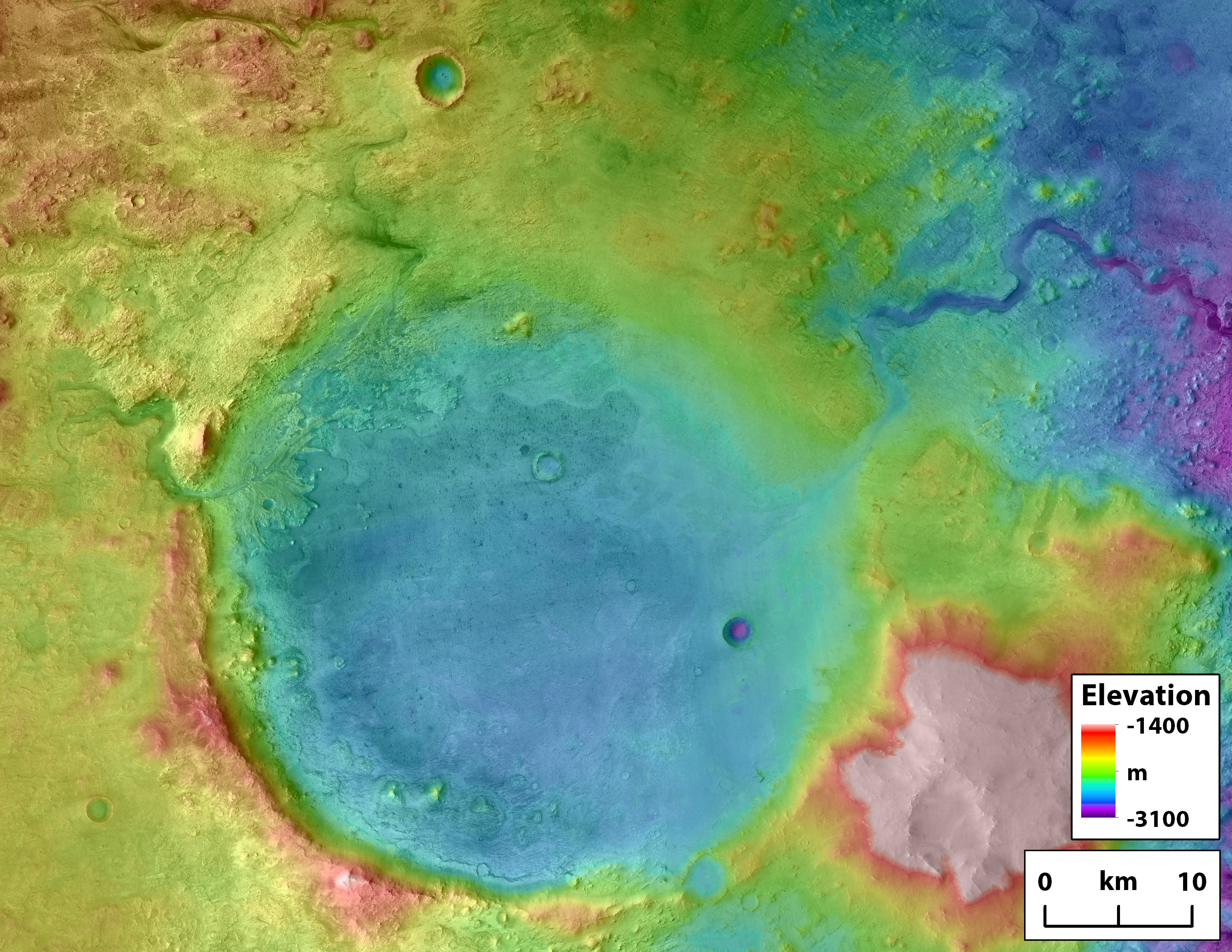
Mapa topograficzna krateru

Krater Jezero znajduje się na granicy terenów wyżynnych i północnych nizin Marsa, na zachodnim obrzeżu Isidis Planitia. Basen Isidis uformował się około 3,9 miliarda lat temu, krater Jezero jest od niego młodszy. W odległej przeszłości geologicznej, w okresie noachijskim i hesperyjskim w tym obszarze Marsa występowały procesy fluwialne. Do krateru Jezero od zachodu i północnego zachodu wpadały dwie rzeki, nanosząc osady z wyżej położonych terenów i formując delty rzeczne. Utworzyły one jezioro o głębokości co najmniej 250 m, które w pewnym momencie swojej historii przerwało północno-wschodnie obrzeże krateru, tworząc kanał, którym wody mogły odpłynąć dalej ku nizinom Isidis. Nie wiadomo, jak długo miały miejsce te zjawiska. Po ich zaniknięciu krater kształtowały procesy eoliczne, trwające do dziś; w pewnym okresie do krateru wpłynęła także lawa z wulkanu Syrtis Major położonego na południowy zachód od niego.

## Mars 2020

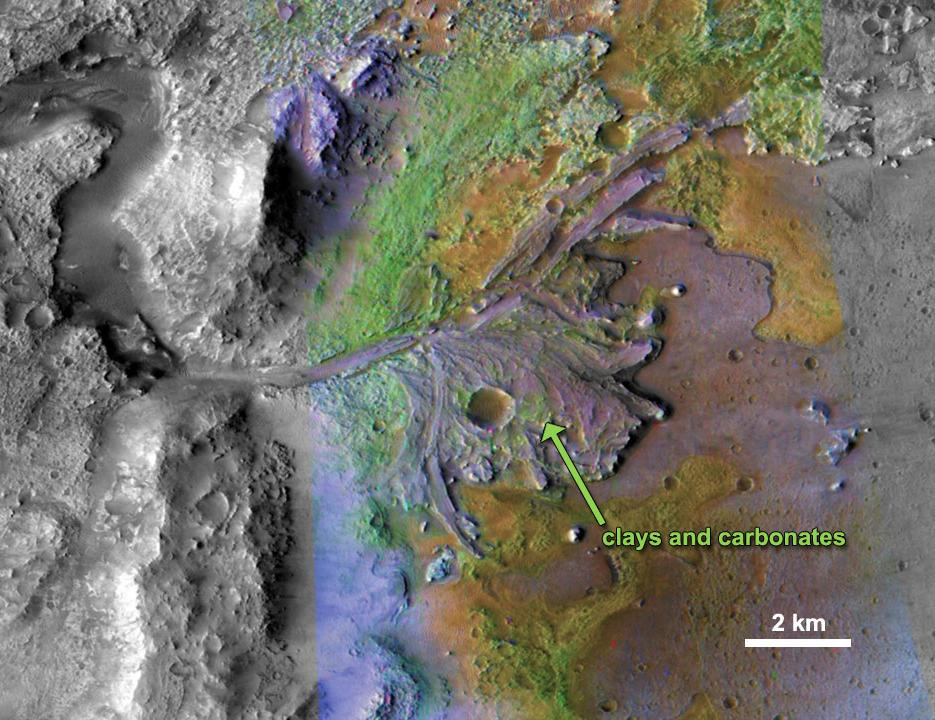
Mapa mineralogiczna delty rzecznej w kraterze, ze wskazaniem miejsc występowania skał ilastych i węglanowych

Ze względu na złożoną historię geologiczną i dostępność różnorodnych typów skał, w tym utworzonych w najstarszym okresie historii planety, krater Jezero był rozważany jako potencjalne miejsce lądowania dla misji Mars Science Laboratory, jednak w tym czasie uznano je za zbyt niebezpieczne dla lądownika. W 2018 roku, po kilkuletniej procedurze selekcji, został wybrany jako miejsce lądowania łazika misji Mars 2020. Sonda będzie miała za zadanie zbadanie in situ osadów delty, dna krateru, law i pierwotnej skorupy marsjańskiej, w której utworzył się krater. Do celów misji należy określenie warunków klimatycznych w okresie istnienia jeziora, stwierdzenie, czy w kraterze miały miejsce procesy hydrotermalne, czy jego środowisko było w jakimś okresie sprzyjające dla organizmów żywych i czy jakiekolwiek organizmy zamieszkiwały je.
18 lutego 2021 roku o godzinie 20:56 UTC łazik Perseverance pomyślnie wylądował na terenie krateru.